# Pleistoceno Inferior
| Era Eratema | Periodo Sistema | Época Serie | Subépoca Subserie   | Edad Piso                                  | Inicio, en millones de años |
| ----------- | --------------- | ----------- | ------------------- | ------------------------------------------ | --------------------------- |
| Cenozoico   | Cuaternario     | Holoceno    | Tardío / Superior   | Megalayense Megalayiano                    | 0,0042                      |
| Cenozoico   | Cuaternario     | Holoceno    | Medio               | Norgripiense Norgripiano                   | 0,0082                      |
| Cenozoico   | Cuaternario     | Holoceno    | Temprano / Inferior | Groenlandiense Groenlandiano               | 0,0117                      |
| Cenozoico   | Cuaternario     | Pleistoceno | Tardío / Superior   | Superior / Tardío (Tarantiense Tarantiano) | 0,129                       |
| Cenozoico   | Cuaternario     | Pleistoceno | Medio               | Chibaniense Chibaniano                     | 0,774                       |
| Cenozoico   | Cuaternario     | Pleistoceno | Temprano / Inferior | Calabriense Calabriano                     | 1,80                        |
| Cenozoico   | Cuaternario     | Pleistoceno | Temprano / Inferior | Gelasiense Gelasiano                       | 2,58                        |
| Cenozoico   | Neógeno         | Neógeno     | Neógeno             | Neógeno                                    | 23,03                       |
| Cenozoico   | Paleógeno       | Paleógeno   | Paleógeno           | Paleógeno                                  | 66                          |

El Pleistoceno Inferior es primera subserie del Pleistoceno en la escala temporal geológica. Se denomina Pleistoceno Temprano cuando se refiere a la subépoca correspondiente. Sucede al Plioceno Superior (última subserie del Plioceno y precede al Pleistoceno Medio (primera subserie del Plioceno). Comienza hace unos 2,58 millones de años y finaliza hace 0,774 millones de años. Está dividido en dos edades/pisos: Gelasiense y  Calabriense.
El piso Gelasiense fue trasladado el año 2009 al Pleistoceno desde el Plioceno; de esta forma la Comisión Internacional de Estratigrafía adelantó el inicio del Pleistoceno desde 1,806 hasta 2,588 millones de años, con el objeto de que incluyera todos los ciclos de glaciaciones más recientes, la denominada glaciación cuaternaria.
La base del Pleistoceno Inferior coincide con la sección estratotipo y punto de límite global (GSSP) del Gelasiense, y refleja el desarrollo del enfriamiento global del Pleistoceno, que empieza algo antes, queda dentro del estadio isotópico marino MIS 103 y coincide con la inversión paleomagnétca  Gauss-Matuyama.
La subserie fue ratificada por la Unión Internacional de Ciencias Geológicas el 30 de enero de 2020, formalizándose así el término Pleistoceno Inferior.
Homo ergaster habitaba en África, en áreas de sabana, praderas y bosques abiertos, con climas cálidos y secos. Eran capaces de adaptarse a diferentes entornos, lo que les permitió sobrevivir en una variedad de hábitats. Se han encontrado fósiles en África Oriental (Kenia, Tanzania, Etiopía) y África del Sur.[cita requerida]